# Lucero (cantante)
Lucero Hogaza León, nota semplicemente come Lucero o (da ragazzina) come Lucerito (Città del Messico, 29 agosto 1969), è una cantante, attrice e conduttrice televisiva messicana.

## Biografia
Sia come cantante che come attrice, è in attività sin dall'inizio degli anni ottanta.
Come cantante, ha pubblicato una ventina di album, il primo dei quali è stato Te prometo del 1982.
Come attrice, è stata protagonista di varie telenovelas quali Marcellina (1983) e Quando arriva l'amore (1990), mentre come conduttrice ha presentato, tra l'altro, varie edizioni dei Latin Grammy Awards

## Vita privata
È l'ex-moglie del cantante connazionale Manuel Mijares.

## Discografia

### Album

#### Come Lucerito
- Te prometo (1982)
- Con tan pocos años (1984)
- Fuego y ternura (1985)
- Un pedacito de mí (1986)
- Lucerito (1988)
- Cuéntame (1989)

#### Come Lucero
- Con mi sentimiento (1990)
- Sólo pienso en tí (1991)
- Lucero de México (1992)
- Lucero (1993)
- Cariño de mis cariños (1994)
- Siempre contigo (1994)
- Piel de ángel (1997)
- Cerca de tí (1998)
- Un Lucero en la México (1999)
- Mi destino (2000)
- Un nuevo amor (2002)
- Regina (2003)
- Cuando sale un Lucero (2004)
- Quiéreme tal como soy (2006)
- Lucero en vivo Auditorio Nacional (2007)
- Indispensable (2010)
- Mi secreto de amor (2011)
- Un Lujo (2012)
- All a Man Should Do (2015)
- Más Enamorada con Banda (2018)
- Enamorada En Vivo (2018)
- Brasileira En Vivo (2019)
- Solo me faltabas tú (2019)
- Lucero 20y20 (2020)

## Filmografia

### Cinema
- Coqueta, regia di Sergio Véjar (1984)
- Delincuente, regia di Sergio Véjar (1984)
- Febbre d'amore (Fiebre de amor), regia di René Cardona Jr. (1985)
- Escápate conmigo, regia di René Cardona Jr. (1987)
- Quisiera ser hombre, regia di Abel Salazar (1989)
- Deliciosa sinvergüenza, regia di René Cardona Jr. (1990)
- Tarzan (1999)
- Zapata (Zapata, el sueño del héroe), regia di Alfonso Arau (2004)

### Televisione
- Marcellina (Chispita) – telenovela, 200 episodi (1982-1983)
- Quando arriva l'amore (Cuando llega el amor) – telenovela, 100 episodi (1990)
- Los parientes pobres – telenovela, 75 episodi (1993)
- Lazos de amor – telenovela, 100 episodi (1995-1996)
- Mi destino eres tú – telenovela, 90 episodi (2000)
- Alborada – telenovela, 90 episodi (2005-2006)
- Mañana es para siempre – telenovela, 171 episodi (2008-2009)
- Soy tu dueña – telenovela, 146 episodi (2010)
- Por ella soy Eva – telenovela, 166 episodi (2012)
- Carinha de Anjo – telenovela, 403 episodi (2016-2018)
- Nuestros tiempos - Il futuro è ora, regia di Chava Cartas (2025)

## Doppiatrici italiane
Nelle versioni in italiano delle sue telenovelas e dei suoi film, Lucero è stata doppiata da:
- Sonia Mazza in: Marcellina, Febbre d'amore.
- Georgia Lepore in: Quando arriva l'amore.

## Conduzioni
- Teletón México (1997-2011)
- Fiesta Mexicana (2006-2009)
- Latin Grammy Awards (2006-2011)